# Club Hoquei Caldes
El Club Hoquei Caldes (CH Caldes), també conegut com a Recam Làser Caldes per raons de patrocini, és un equip d'hoquei sobre patins de Caldes de Montbui. Actualment disputa la OK Lliga. Fundat l'any 1961. actualment juga al Pavelló Municipal de la Torre Roja on també hi juguen els seus nombrosos equips base. La temporada 2019-2020 assoleix la fita de ser el club d'hoquei patins català amb més equips de base.
L'any 2005 o 2006 el club cancel·là les categories femenines del club amb l'objectiu de centrar esforços i diners en la categoria sènior masculina. Les jugadores de l'equip calderí, com Laura Puigdueta, hagueren de cercar altres clubs on seguir la seva trajectòria esportiva sent l'HC Palau de Plegamans un dels destins preferits per a la majoria. Anys després, a la temporada 2017/18, s'estrenà de nou un equip sènior femení que disputà partits a Primera Divisió Catalana amb l'objectiu d'assolir, en poc temps, l'ascens a l'OK Lliga femenina.
El 2023 l'equip de primera catalana masculí del club va ascendir a la categoria Nacional.